# Oxalis exserta
Oxalis exserta är en harsyreväxtart som beskrevs av Salter. Oxalis exserta ingår i släktet oxalisar, och familjen harsyreväxter. Inga underarter finns listade i Catalogue of Life.